# Mazalat
Mazalat (bulgariska: Мазалат) är ett berg i Bulgarien.   Det ligger i regionen Stara Zagora, i den centrala delen av landet, 140 km öster om huvudstaden Sofia. Toppen på Mazalat är 2 219 meter över havet, eller 49 meter över den omgivande terrängen. Bredden vid basen är 0,61 km. Mazalat ingår i Triglav.
Terrängen runt Mazalat är bergig söderut, men norrut är den kuperad. Runt Mazalat är det ganska glesbefolkat, med 27 invånare per kvadratkilometer.. Närmaste större samhälle är Kalofer, 14,5 km sydväst om Mazalat. 
Omgivningarna runt Mazalat är en mosaik av jordbruksmark och naturlig växtlighet.